# Ute Skorupski
Ute Skorupski, née le 6 janvier 1959, est une rameuse d'aviron est-allemande.
Elle est sacrée championne du monde en quatre avec barreur aux championnats du monde d'aviron 1978 à Karapiro avec Kersten Neisser, Angelika Noack, Marita Sandig et Kirsten Wenzel. Elle remporte la médaille d'argent mondiale en quatre avec barreur en 1979.